# Ramni Gaber
Ramni Gaber (en macédonien Рамни Габер, en albanais Gaberi) est un village du nord de la Macédoine du Nord, situé dans la municipalité de Stoudenitchani. Le village comptait 39 habitants en 2002. Il est majoritairement albanais.

## Démographie
Lors du recensement de 2002, le village comptait :
- Albanais : 39